# Paratetrapedia
Paratetrapedia är ett släkte av bin. Paratetrapedia ingår i familjen långtungebin.

## Dottertaxa tillParatetrapedia, i alfabetisk ordning[1]
- Paratetrapedia acuta
- Paratetrapedia acuticollis
- Paratetrapedia albilabris
- Paratetrapedia albipes
- Paratetrapedia albitarsis
- Paratetrapedia apicalis
- Paratetrapedia arcuatilis
- Paratetrapedia bicolor
- Paratetrapedia buchwaldi
- Paratetrapedia calcarata
- Paratetrapedia connexa
- Paratetrapedia duckei
- Paratetrapedia fervida
- Paratetrapedia flava
- Paratetrapedia flavipennis
- Paratetrapedia flavopicta
- Paratetrapedia globulosa
- Paratetrapedia haeckeli
- Paratetrapedia iheringii
- Paratetrapedia klugi
- Paratetrapedia larocai
- Paratetrapedia leucostoma
- Paratetrapedia lineata
- Paratetrapedia lugubris
- Paratetrapedia moesta
- Paratetrapedia morricola
- Paratetrapedia nigriceps
- Paratetrapedia nigripes
- Paratetrapedia nigrispinis
- Paratetrapedia ochronota
- Paratetrapedia pallidipennis
- Paratetrapedia punctifrons
- Paratetrapedia pygmaea
- Paratetrapedia romani
- Paratetrapedia seabrai
- Paratetrapedia swainsonae
- Paratetrapedia testacea
- Paratetrapedia tristriata
- Paratetrapedia volatilis
- Paratetrapedia xanthaspis
- Paratetrapedia xanthina